# Альвен Тео
Альвен Тео (фр. Alvin Tehau, нар. 10 квітня 1989, Фаа'а) — таїтянський футболіст, нападник клубу «Тефана» та національної збірної Таїті.
Належить до великої футбольної родини — брат-близнюк Лоренцо Тео, молодший брат Джонатана Тео та двоюрідний брат Теаоньї Тео — також гравців збірної команди Таїті.

## Клубна кар'єра
У дорослому футболі дебютував 2009 року виступами за команду клубу «Тефана», в якій провів два сезони.
У 2011 році грав у складі команд індонезійського «Ачех Юнайтед» та бельгійського «Блєйда».
До складу клубу «Тефана» повернувся 2012 року.

## Виступи за збірні
2010 року залучався до складу молодіжної збірної Таїті. На молодіжному рівні зіграв у 3 офіційних матчах.
2010 року дебютував в офіційних матчах у складі національної збірної Таїті. Наразі провів у формі головної команди країни 18 матчів, забивши 6 голів.
У складі збірної був учасником кубка націй ОФК 2012 року, що проходив на Соломонових Островах і на якому таїтянці вперше в історії здобули титул переможця турніру. Брав участь у розіграші Кубка конфедерацій 2013 року в Бразилії.

## Досягнення
- Володар Кубка націй ОФК: 2012